# Nobiltà del Regno napoleonico d'Italia
Come nella nobiltà dell'Impero francese, anche nel Regno napoleonico d'Italia venne utilizzato un sistema di titolazione per la nobiltà, così da integrare quella già esistente e fedele alla causa imperiale nel nuovo sistema di onorificenze introdotto per beneficare l'emergente borghesia rivoluzionaria.
Ne sono dunque esclusi i cittadini del Piemonte e della Liguria, che pure facevano parte dell'Impero francese.

## In generale
Tutti i titoli accordati da Napoleone erano stati già in precedenza accuratamente regolati da un proprio sistema di classificazione ma quando divenne necessaria la creazione del Regno d'Italia lo stesso Bonaparte si trovò di fronte ad un ricco substrato di nobiltà esistente che vedeva in lui il salvatore e l'unificatore della patria, artefice dell'allontanamento dei dominatori stranieri. Era dunque giusto integrare anche questa nobiltà nel nuovo sistema di onorificenze francesi assieme alla nuova borghesia emergente, creando apposite caratteristiche e lettere patenti.
Al fine di distinguere questi titoli da quelli dell'Impero (i cittadini del Regno d'Italia non avevano necessariamente anche la cittadinanza francese), il titolo non era seguito dall'espressione "dell'Impero", ma "del Regno" (implicita in Italia).

### Successione al trono
Napoleone, con l'intenzione di lasciare il regno d'Italia ai suoi discendenti, e nel contempo mantenere la Francia e l'Italia due domini distinti, regolò questi fatti con la legge costituzionale del 17 marzo 1805, che stabilì che le due corone non potevano in alcun modo essere unite e che i successori di Napoleone in Italia dovessero risiedere nel paese e che vi fossero escluse la Sicilia, Malta e le Isole ioniche.
Quando Venezia venne unita al reame italiano il 30 marzo 1806, il titolo di principe di Venezia venne creato e riservato all'erede presunto del regno d'Italia (art. 9). Una legge del 5 giugno 1805 passò tale titolo a Eugène de Beauharnais (1781-1824), figlio della prima moglie dell'imperatore, Josephine, nominato contestualmente viceré d'Italia.
Il principe Eugenio era stato adottato il 12 gennaio 1806, senza diritti alla successione francese, ma con diritti sulla corona italiana (Statuto costituzionale del 16 febbraio 1806), ottenendo il titolo di principe di Venezia il 20 dicembre 1807.

## Principi del Regno
| Titolo                 | Nome                                                    | Funzione          | Città d'origine | Data del decreto (D) e delle lettere patenti (LL. PP.) |
| ---------------------- | ------------------------------------------------------- | ----------------- | --------------- | ------------------------------------------------------ |
| Principe di Venezia    | Eugène de Beauharnais                                   | Viceré            | Parigi          | (LL. PP.) 20 dicembre 1807                             |
| Principessa di Bologna | Joséphine Maximilienne Eugénie Napoléone de Beauharnais | Figlia del viceré | Milano          | 29 dicembre 1807                                       |

## Duchi del Regno
| Titolo         | Nome                         | Funzione                               | Città d'origine | Data del decreto (D) e delle lettere patenti (LL. PP.) |
| -------------- | ---------------------------- | -------------------------------------- | --------------- | ------------------------------------------------------ |
| Duca di Lodi   | Francesco Melzi d'Eril       | Cancelliere Guardasigilli della Corona | Milano          | (LL. PP.) 20 dicembre 1807                             |
| Duca del Regno | Antonio Litta Visconti Arese | Gran ciambellano                       | Milano          | (D) 28 febbraio 1810 (LL. PP.) 5 gennaio 1812          |

## Conti del Regno
| Nome                                 | Città d'origine     | Funzione | Data del decreto (D) e delle lettere patenti (LL. PP.) |
| ------------------------------------ | ------------------- | --- | ------------------------------------------------------ |
| Antonio Aldini                       | Bologna             | Ministro-Segretario di Stato                                                                                 | (LL. PP.) 12 aprile 1809                               |
| Carlo Aldovrandi Marescotti          | Bologna             | Ciambellano                                                                                                  | (D) 8 ottobre 1809 (LL. PP.) 11 ottobre 1810           |
| Marco Alessandri                     | Bergamo             | Senatore | (LL. PP.) 16 dicembre 1810                             |
| Paolo Lamberto D'Allègre             | Torino              | Arcivescovo, Vescovo di Pavia, Consigliere di Stato                                                          | (LL. PP.) 1º ottobre 1810                              |
| Alessandro Annoni                    | Milano              | Ciambellano                                                                                                  | (D) 8 ottobre 1809 (LL. PP.) 11 ottobre 1810           |
| Leopoldo Armaroli                    | Macerata            | Senatore | (LL. PP.) 11 ottobre 1810                              |
| Giovanni Barbò                       | Cremona             | Consigliere di Stato, Direttore generale dell'Imposizioni interne                                            | (LL. PP.) 11 ottobre 1810                              |
| Giovanni Battista Barisan            | Castelfranco Veneto | Senatore | (LL. PP.) 11 ottobre 1810                              |
| Gaetano Battaglia                    | Milano              | Colonnello, Capitano Comandante le Guardie d'Onore                                                           | (LL. PP.) 11 ottobre 1810                              |
| Carlo Bentivoglio                    | Ferrara             | Ciambellano                                                                                                  | (D) 8 ottobre 1809 (LL. PP.) 11 ottobre 1810           |
| Spiridione Berioli                   | Città di Castello   | Senatore, Template:Lien                                                                                      | (LL. PP.) 16 dicembre 1810                             |
| Stefano de Bernardi                  | Milano              | Consigliere di Stato, Primo presidente della Corte dei Conti                                                 | (D) 8 ottobre 1809 (LL. PP.) 11 ottobre 1810           |
| Cesare Bianghetti                    | Bologna             | Ciambellano, Podestà di Bologna                                                                              | (LL. PP.) 19 ottobre 1810                              |
| Carlo Birago                         | Cremona             | Ministro del Tesoro Pubblico                                                                                 | (LL. PP.) 17 settembre 1811                            |
| Sebastiano Bologna                   | Schio               | Senatore | (LL. PP.) 11 ottobre 1810                              |
| Giuseppe Bono                        | Belgirate           | Consigliere di Stato, Direttore generale dell'Amministrazione dei Comuni                                     | (LL. PP.) 11 ottobre 1810                              |
| Stefano Bonsignori                   | Busto Arsizio       | Patriarca di Venezia                                                                                         | (LL. PP.) 9 gennaio 1813                               |
| Luigi Bossi                          | Milano              | Consigliere di Stato, Prefetto generale degli archivi del regno                                              | (LL. PP.) 17 settembre 1811                            |
| Giovanni Bovara                      | Malgrate            | Ministro pel Culto                                                                                           | (LL. PP.) 12 aprile 1809                               |
| Arborio di Breme                     | Parigi              | Già Ministro dell'Interno, Senatore                                                                          | (LL. PP.) 12 aprile 1809                               |
| Agostino Bruti                       | Capo d'Istria       | Senatore | (LL. PP.) 11 ottobre 1810                              |
| Augusto Caffarelli                   | Falga (Francia)     | Già Ministro della Guerra, generale di divisione                                                             | (LL. PP.) 12 aprile 1809                               |
| Antonio Camerata                     | Jesi                | Senatore | (LL. PP.) 11 ottobre 1810                              |
| Bonifacio Canossa                    | Verona              | Ciambellano                                                                                                  | (D) 8 ottobre 1810 (LL. PP.) 11 ottobre 1810           |
| Carlo Caprara                        | Bologna             | Gran giudice, Grande Scudiere, Senatore                                                                      | (LL. PP.) 12 aprile 1809                               |
| Giovanni Battista Caprara            | Bologna             | Arcivescovo di Milano                                                                                        | (LL. PP.) 12 aprile 1809                               |
| Alessandro Carlotti                  | Verona              | Senatore, Pretore del Senato                                                                                 | (LL. PP.) 11 ottobre 1810                              |
| Luigi Castiglioni                    | Milano              | Senatore | (LL. PP.) 11 ottobre 1810                              |
| Federico Cavriani                    | Mantova             | Senatore | (LL. PP.) 11 ottobre 1810                              |
| Scipione Chiaramonti                 | Cesena              | Ciambellano                                                                                                  | (D) 1º luglio 1810 (LL. PP.) 11 ottobre 1810           |
| Giorgio Clerici                      | Milano              | Scudiere | (D) 8 ottobre 1809 (LL. PP.) 11 ottobre 1810           |
| Antonio Codronchi                    | Imola               | Grande Elemosiniere della Corona, Arcivescovo di Ravenna                                                     | (LL. PP.) 12 aprile 1809                               |
| Tommaso Condulmer                    | Venezia             | Senatore | (LL. PP.) 11 ottobre 1810                              |
| Federico Confalonieri                | Milano              | Proprietario                                                                                                 | (D) 1º luglio 1810 (LL. PP.) 17 settembre 1811         |
| Stanislao Cossoni                    | Dongo               | Consigliere di Stato, Direttore generale delle acque e delle strade                                          | (LL. PP.) 11 ottobre 1810                              |
| Giovanni Battista Costabili Containi | Ferrara             | Senatore, Tesoriere del Senato                                                                               | (LL. PP.) 12 aprile 1809                               |
| Vincenzo Dandolo                     | Venezia             | Senatore | (LL. PP.) 16 dicembre 1810                             |
| Sebastiano Giuseppe Danna            | Savigliano          | Generale di divisione                                                                                        | (D) 1º luglio 1810 (LL. PP.) 11 ottobre 1810           |
| Gian Paolo Dolfin                    | Sebenico            | Vescovo di Bergamo                                                                                           | (D) 17 gennaio 1812 (LL. PP.) 5 maggio 1812            |
| Antonio Durini                       | Milano              | facente funzione di Podestà di Milano                                                                        | (D) 17 febbraio 1810 (LL. PP.) 11 ottobre 1810         |
| Antonio Erba                         | Milano              | Ciambellano                                                                                                  | (D) 8 ottobre 1809 (LL. PP.) 11 ottobre 1810           |
| Filippo Ercolani                     | Bologna             | Senatore | (LL. PP.) 11 ottobre 1810                              |
| Estore Ercolani                      | Bologna             | Ufficiale civile della Casa del re Capitano-Comandante della Garde d'honneur                                 | (D) 7 febbraio 1810 (LL. PP.) 11 ottobre 1810          |
| Paolo Patricio Fava Ghisleri         | Piacenza            | Arcivescovo di Ferrara                                                                                       | (LL. PP.) 12 aprile 1809                               |
| Marc'Antonio Fè Marè                 | Brescia             | Elettore al collegio dei proprietari, Membro della Congregazione di carità di Brescia ed Elettore            | (D) 7 febbraio 1810 (LL. PP.) 11 ottobre 1810          |
| Daniele Felici                       | Rimini              | Senatore | (LL. PP.) 11 ottobre 1810                              |
| Giuseppe Fenaroli Avogadro           | Brescia             | Gran Maggiordomo Maggiore                                                                                    | (LL. PP.) 12 aprile 1809                               |
| Pasquale Antonio Fiorella            | Ajaccio             | Senatore | (LL. PP.) 11 ottobre 1810                              |
| Achille Fontanelli                   | Modena              | Ministro della guerra e Ministro della Marina                                                                | (LL. PP.) 5 maggio 1812                                |
| Cintio Frangipane                    | Udine               | Senatore, Cavaliere d'onore di S.M. la Regina                                                                | (LL. PP.) 11 ottobre 1809                              |
| Tommaso Gallino                      | Venezia             | Consigliere di Stato                                                                                         | (D) 8 ottobre 1809 (LL. PP.) 11 ottobre 1810           |
| Federigo Gavriani                    |                     | Senatore |                                                        |
| Lodovico Giovio                      | Milano              | Consigliere di Stato                                                                                         | (D) 7 febbraio 1810 (LL. PP.) 11 ottobre 1810          |
| Leonardo Giustiniani                 | Venezia             | Senatore | (LL. PP.) 11 ottobre 1810                              |
| Bartolomeo Gradenigo                 | Venezia             | Podestà di Venezia                                                                                           | (D) 17 gennaio 1812 (LL. PP.) 5 maggio 1812            |
| Tullo Guerrieri                      | Mantova             | Podestà di Mantova                                                                                           | (D) 17 gennaio 1812 (LL. PP.) 9 gennaio 1813           |
| Diego Guicciardi                     | Lugano              | Senatore, Cancelliere del Senato                                                                             | (LL. PP.) 12 aprile 1809                               |
| Giuseppe Guidi                       | Mantova             | Guardiano degli archivi VSP                                                                                  | (LL. PP.) 1809                                         |
| Giacomo Lamberti                     | Reggio Emilia       | Senatore | (LL. PP.) 11 ottobre 1810                              |
| Antonio Litta Visconti Arese         | Milano              | Gran Ciambellano                                                                                             | (LL. PP.) 12 aprile 1809                               |
| Lucrezio Longo                       | Brescia             | Senatore | (LL. PP.) 11 ottobre 1810                              |
| Giacomo Luini                        | Milano              | Consigliere di Stato, Direttore generale della polizia                                                       | (LL. PP.) 5 maggio 1812                                |
| Giuseppe Luosi                       | Mirandola           | Ministro della Giustizia, Gran giudice                                                                       | (LL. PP.) 12 aprile 1809                               |
| Giovanni Maestri                     | Besate              | Consigliere di Stato, Prefetto di Monte Napoleone, Direttore Generale della Liquidazione del Debito Pubblico | (LL. PP.) 11 ottobre 1810                              |
| Ferdinando Marescalchi               | Bologna             | Ministro degli Affari esteri                                                                                 | (LL. PP.) 12 aprile 1809                               |
| Giovanni Martinengo                  | Brescia             | Senatore, Ciambellano                                                                                        | (LL. PP.) 11 ottobre 1810                              |
| Luigi Massari                        | Ferrara             | Senatore | (LL. PP.) 11 ottobre 1810                              |
| Étienne Mejan                        | Montpellier         | Consigliere di Stato, Segretario dei comandanti di S.A.I.                                                    | (D) 8 ottobre 1809 (LL. PP.) 11 ottobre 1810           |
| Vittorio Filippo Melano Portula      | Cuneo               | Senatore, Arcivescovo, Vescovo di Novara                                                                     | (LL. PP.) 11 ottobre 1810                              |
| Francesco Mengotti                   | Fonzaso             | Senatore | (LL. PP.) 11 ottobre 1810                              |
| Alvise Mocenigo                      | Venezia             | Senatore | (LL. PP.) 11 ottobre 1810                              |
| Sigismondo di Moll                   | Thallgan            | Senatore | (LL. PP.) 17 settembre 1811                            |
| Francesco Enea Montecuccoli          | Modena              | Podestà di Modena, Membro del Collegio Elettorali dei Possidenti                                             | (D) 1º luglio 1810 (LL. PP.) 11 ottobre 1810           |
| Francesco Mosca                      | Pesaro              | Consigliere di Stato, Direttore generale della polizia                                                       | (LL. PP.) 11 ottobre 1810                              |
| Pietro Moscati                       | Milano              | Senatore, Pretore del Senato                                                                                 | (LL. PP.) 12 aprile 1809                               |
| Tommaso Nava                         | Milano              | Proprietario                                                                                                 | (D) 1º luglio 1810 (LL. PP.) 17 settembre 1811         |
| Barnaba Oriani                       | Gargnano            | Senatore | (LL. PP.) 11 ottobre 1810                              |
| Carlo Oppizzoni                      | Milano              | cardinale, Arcivescovo di Bologna                                                                            | (LL. PP.) 12 aprile 1809                               |
| Giovanni Paradisi                    | Reggio Emilia       | Senatore, Presidente ordinario del Senato                                                                    | (LL. PP.) 12 aprile 1809                               |
| Raffaele Parravicini                 | Como                | Consigliere di Stato                                                                                         | (D) 1º luglio 1810 (LL. PP.) 16 dicembre 1810          |
| Carlo Pedroli                        | Casalpusterlengo    | Consigliere di Stato, Primo presidente della Corte di Cassazione                                             | (D) 8 ottobre 1809 (LL. PP.) 11 ottobre 1810           |
| Giuseppe Antonio Pensa               | Milano              | Consigliere di Stato, Direttore generale del demanio e diritti uniti                                         | (LL. PP.) 11 ottobre 1810                              |
| Francesco Peregalli                  | Delebio             | Senatore | (LL. PP.) 11 ottobre 1810                              |
| Domenico Pino                        | Milano              | Generale di divisione, Primo Capitano delle Guardie Reali                                                    | (D) 12 aprile 1809 (LL. PP.) 12 aprile 1809            |
| Pietro Pisani                        | Venezia             | Ciambellano                                                                                                  | (D) 1º luglio 1810 (LL. PP.) 17 settembre 1811         |
| Girolamo Polcastro                   | Padova              | Senatore | (LL. PP.) 16 dicembre 1810                             |
| Domenico Polfranceschi               | Verona              | Consigliere di Stato, Ispettore generale della Gendarmeria                                                   | (D) 7 febbraio 1810 (LL. PP.) 11 ottobre 1810          |
| Luigi Porro Lambertenghi             | Como                | Membro del Collegio Elettorale de'Possidenti Senatore                                                        | (D) 7 febbraio 1810 (LL. PP.) 11 ottobre 1810          |
| Giuseppe Prina                       | Novara              | Ministro delle Finanze                                                                                       | (LL. PP.) 12 aprile 1809                               |
| Alvise Quirini                       | Venezia             | Ciambellano                                                                                                  | (D) 8 ottobre 1809 (LL. PP.) 11 ottobre 1810           |
| Baldassarre Francesco Rasponi        | Ravenna             | Arcivescovo di Udine                                                                                         | (D) 8 ottobre 1809 (LL. PP.) 11 ottobre 1810           |
| Daniele Renier                       | Venezia             | Elettore al collegio dei proprietari, Podestà di Venezia                                                     | (D) 7 febbraio 1810 (LL. PP.) 11 ottobre 1810          |
| Giovanni Scopoli                     | Gschnitz (Tirolo)   | Consigliere di Stato, Direttore generale della Pubblica Istruzione                                           | (LL. PP.) 11 ottobre 1810                              |
| Marco Serbelloni                     | Milano              | Senatore | (LL. PP.) 11 ottobre 1810                              |
| Pietro Sgariglia                     | Ascoli Piceno       | Senatore | (LL. PP.) 11 ottobre 1810                              |
| Giuseppe Soresina-Vidoni             | Cremona             | Senatore Ciambellano                                                                                         | (LL. PP.) 11 ottobre 1810                              |
| Massimiliano Stampa di Soncino       | Milano              | Maestro delle Cerimonie Introducteur des ambassadeurs                                                        | (D) 7 febbraio 1810 (LL. PP.) 11 ottobre 1810          |
| Simone Stratico                      | Zara                | Senatore | (LL. PP.) 11 ottobre 1810                              |
| Antonio Strigelli                    | Milano              | Consigliere-Segretario di Stato                                                                              | (LL. PP.) 16 dicembre 1810                             |
| Carlo Testi                          | Modena              | Senatore Investito del portafoglio di Ministro degli Affari Esteri                                           | (LL. PP.) 11 ottobre 1810                              |
| Leonardo Thiene                      | Vicenza             | Senatore | (LL. PP.) 11 ottobre 1810                              |
| Emanuele di Thunn                    | Trento              | Senatore | (D) 17 gennaio 1812 (LL. PP.) 9 gennaio 1813           |
| Giovanni Giacomo Trivulzio           | Milano              | Ciambellano                                                                                                  | (D) 8 ottobre 1809 (LL. PP.) 11 ottobre 1810           |
| Girolamo Trivulzio                   | Milano              | Proprietario                                                                                                 | (D) 7 febbraio 1810 (LL. PP.) 11 ottobre 1810          |
| Giuseppe Trotti                      | Milano              | Proprietario                                                                                                 | (D) 1º luglio 1810 (LL. PP.) 11 ottobre 1810           |
| Luigi Vaccarri                       | Modena              | Già Consigliere Segretario di Stato, Ministro dell'Interno                                                   | (D) 8 ottobre 1809 (LL. PP.) 11 ottobre 1810           |
| Antonio Veneri                       | Reggio Emilia       | Ministro del Tesoro Pubblico, Senatore                                                                       | (LL. PP.) 13 aprile 1809                               |
| Carlo Verri                          | Milano              | Senatore | (LL. PP.) 11 ottobre 1810                              |
| Alfonso Visconti di Brignano         | Milano              | Membro del Collegio Elettorale de'Possidenti                                                                 | (D) 7 febbraio 1810 (LL. PP.) 11 ottobre 1810          |
| Alessandro Volta                     | Como                | Senatore | (LL. PP.) 11 ottobre 1810                              |

## Baroni del Regno
| Nome                                   | Città d'origine             | Funzione                                                                                          | Data del decreto (D) e delle lettere patenti (LL. PP.) |
| -------------------------------------- | --------------------------- | ------------------------------------------------------------------------------------------------- | ------------------------------------------------------ |
| Fabio Agucchi                          | Bologna                     | Membro del consiglio municipale di Bologna                                                        | (D) 17 gennaio 1812 (LL. PP.) 9 gennaio 1813           |
| Francesco Alari                        | Milano                      | Scudiero                                                                                          | (D) 1º luglio 1810 (LL. PP.) 16 dicembre 1810          |
| Luigi Albergati Cassacelli             | Bologna                     | Membro del consiglio municipale di Bologna                                                        | (D) 17 gennaio 1812 (LL. PP.) 9 gennaio 1813           |
| Francesco Alberti                      | Noventa di Piave            | Console di S.M. a Livorno                                                                         | (D) 1º luglio 1810 (LL. PP.) 17 settembre 1811         |
| Alessandro Ancini                      | Reggio Emilia               | Elettore al collegio dei proprietari                                                              | (D) 7 gennaio 1811 (LL. PP.) 17 settembre 1811         |
| Francesco Anguissola                   | Caserta                     | Podestà di Vicenza                                                                                | (D) 7 gennaio 1811 (LL. PP.) 5 maggio 1812             |
| Carlo Antisi                           | Recanati                    | Ciambellano                                                                                       | (D) 1º luglio 1810 (LL. PP.) 17 settembre 1811         |
| Francesco Arese Lucini                 | Milano                      | Colonnello                                                                                        | (D) 8 ottobre 1809 (LL. PP.) 17 settembre 1811         |
| Giovanni Auna                          | Montechiaro                 | Giudice della Corte di cassazione                                                                 | (D) 7 febbraio 1810 (LL. PP.) 17 settembre 1811        |
| Giovanni Bazzeta                       | Milano                      | Consigliere di Stato, Giudice presso la Corte di cassazione                                       | (D) 1º luglio 1810 (LL. PP.) 17 settembre 1811         |
| Giuseppe Beccalossi                    | Gardone                     | Consigliere di Stato, Primo presidente della corte d'appello di sede a Brescia                    | (D) 8 ottobre 1809 (LL. PP.) 28 marzo 1812             |
| Giulio Beccaria                        | Milano                      | Giudice alla Corte dei conti                                                                      | (LL. PP.) 19 ottobre 1813                              |
| Orazio Belgrado                        | Udine                       | Ciambellano                                                                                       | (D) 1º luglio 1810 (LL. PP.) 17 settembre 1811         |
| Antonio Bellerio                       | Milano                      | Procuratore presso la corte d'appello di Milano                                                   | (D) 8 ottobre 1809 (LL. PP.) 28 marzo 1812             |
| Carlo Bellisomi                        | Pavia                       | Scudiero del Viceré d'Italia                                                                      | (D) 8 ottobre 1809 (LL. PP.) 17 settembre 1811         |
| Giovanni della Beretta                 | Milano                      | Vescovo di Lodi                                                                                   | (LL. PP.) 28 marzo 1812                                |
| Cesare Bianchetti                      | Bologna                     | Ciambellano, e Podestà di Bologna                                                                 | (D) 8 ottobre 1809 (LL. PP.) 17 settembre 1811         |
| Gregorio Boari                         | Marrara                     | Vescovo di Comacchio                                                                              | (LL. PP.) 9 gennaio 1813                               |
| Giovan Giacomo Boschi                  | Tivoli                      | Vescovo di Carpi                                                                                  | (LL. PP.) 9 gennaio 1813                               |
| Andrea Bratti                          | Capo d'Istria               | Vescovo di Forlì                                                                                  | (LL. PP.) 28 marzo 1812                                |
| Giovanni Brebbia                       | Milano                      | Ciambellano                                                                                       | (D) 7 febbraio 1810 (LL. PP.) 28 marzo 1812            |
| Giuseppe Maria Bressa                  | Venezia                     | Vescovo di Concordia                                                                              | (LL. PP.) 28 marzo 1812                                |
| Cristoforo Busti                       | Milano                      | Giudice alla corte dei conti                                                                      | (D) 8 ottobre 1809 (LL. PP.) 28 marzo 1812             |
| Gaudenzio Caccia di Romertino          | Tortona                     | Consigliere di Stato, Prefetto del dipartimento d'Olona                                           | (D) 7 gennaio 1811 (LL. PP.) 17 settembre 1811         |
| Angiolo Calafati                       | Lesina                      | Consigliere di Stato, Prefetto del dipartimento d'Istria                                          | (D) 8 ottobre 1809 (LL. PP.) 28 marzo 1812             |
| Rutilio Calini                         | Brescia                     | Elettore al collegio dei proprietari                                                              | (D) 7 febbraio 1810 (LL. PP.) 17 settembre 1811        |
| Giovanni Calini                        | Brescia                     | Membro del consiglio municipale di Brescia                                                        | (D) 7 gennaio 1812 (LL. PP.) 9 gennaio 1813            |
| Antonio Carlotti                       | Verona                      | Ciambellano                                                                                       | (D) 8 ottobre 1809 (LL. PP.) 28 marzo 1812             |
| Giuseppe Casati                        | Milano                      | Consigliere di Stato                                                                              | (D) 7 gennaio 1811 1809 (LL. PP.) 17 settembre 1811    |
| Carlo Cicogna                          | Milano                      | Ciambellano                                                                                       | (D) 8 ottobre 1809 (LL. PP.) 17 settembre 1811         |
| Francesco Cornalia                     | Milano                      | Prefetto del dipartimento di Serio                                                                | (D) 7 febbraio 1810 (LL. PP.) 17 settembre 1811        |
| Ottavio Corradini                      | Lendinara                   | Aiutante comandante, Maréchal-des-logis di S.M.                                                   | (D) 8 ottobre 1809 (LL. PP.) 28 marzo 1812             |
| Angelo Corte                           | Belluno                     | Vicario episcopale della Diocesi di Belluno                                                       | (D) 8 ottobre 1809 (LL. PP.) 28 marzo 1812             |
| Diofebo Corona                         | Modena                      | Elettore al collegio dei proprietari Podestà di Modena                                            | (D) 7 gennaio 1811 (LL. PP.) 17 settembre 1811         |
| Tiburzio Cortese                       | Modena                      | Vescovo di Modena                                                                                 | (LL. PP.) 28 marzo 1812                                |
| Cortesi                                |                             |                                                                                                   | (D.) 24 ottobre 1813                                   |
| Luigi Costa                            | Ravenna                     | Elettore al collegio dei proprietari Podestà d'Imola                                              | (D) 7 gennaio 1811 (LL. PP.) 17 settembre 1811         |
| Pietro Costodi                         | Galliate                    | Consigliere di Stato                                                                              | (D) 7 febbraio 1810 (LL. PP.) 17 settembre 1811        |
| Antoine Darnay                         | Nevers                      | Direttore generale delle Poste                                                                    | (D) 8 ottobre 1809 (LL. PP.) 5 maggio 1812             |
| Francesco Scipione Dondi Dell'Orologio | Padova                      | Vescovo di Padova                                                                                 | (LL. PP.) 28 marzo 1812                                |
| Francesco Maria d'Este                 | Modena                      | Vescovo di Reggio Emilia                                                                          | (LL. PP.) 9 gennaio 1813                               |
| Giuseppe Fossati                       | Milano                      | Scudiere                                                                                          | (D) 8 ottobre 1809 (LL. PP.) 17 settembre 1811         |
| Giuseppe Galvagna                      | Novara                      | Consigliere di Stato, Prefetto del dipartimento dell'Adriatico                                    | (D) 7 gennaio 1811 (LL. PP.) 17 settembre 1811         |
| Giuseppe Gambarana                     | Milano                      | Avvocato presso il Consiglio di Stato                                                             | (D) 7 gennaio 1811 (LL. PP.) 17 settembre 1811         |
| Giuseppe Gambari                       | Bologna                     | Procuratore generale presso la corte d'appello di Bologna                                         | (D) 8 ottobre 1809 (LL. PP.) 28 marzo 1812             |
| Bonaventura Gazola                     | Piacenza                    | Vescovo di Cervia                                                                                 | (LL. PP.) 28 marzo 1812                                |
| Francesco di Gazoldo                   | Mantova                     | Ciambellano                                                                                       | (D) 11 luglio 1810 (LL. PP.) 17 settembre 1811         |
| Nicola di Gazoldo                      | Mantova                     | Membro del consiglio municipale di Mantova                                                        | (D) 17 gennaio 1812 (LL. PP.) 9 gennaio 1813           |
| Vincenzo Gradenigo                     | Venezia                     | Proprietario                                                                                      | (D) 7 febbraio 1810 (LL. PP.) 16 dicembre 1810         |
| Carlo Isimbardi                        | Milano                      | Direttore generale della zecca                                                                    | (D) 8 ottobre 1809 (LL. PP.) 17 settembre 1811         |
| Pietro Jacotti                         | Tolmezzo                    | Primo presidente della Corte di Giustizia civile e criminale di Passariano                        | (D) 8 ottobre 1809 (LL. PP.) 28 marzo 1812             |
| Antonio Kirker                         | Tolmezzo                    | Intendente delle finanze di Passariano                                                            | (D) 8 ottobre 1809 (LL. PP.) 28 marzo 1812             |
| Innocenzo Maria Lirutti                | Segnatto                    | Vescovo di Verona                                                                                 | (LL. PP.) 28 marzo 1812                                |
| Locatelli                              |                             |                                                                                                   | (D) 24 ottobre 1813                                    |
| Stefano Luini                          | Luino                       | Prefetto del dipartimento dell'Agogna                                                             | (D) 8 ottobre 1809 (LL. PP.) 28 marzo 1812             |
| Pio Magenta                            | Zerbolò                     | Prefetto del dipartimento del Bacchiglione                                                        | (D) 7 febbraio 1810 (LL. PP.) 16 dicembre 1810         |
| Carlo del Majno                        | Pavia                       | Prefetto del dipartimento del Tagliamento                                                         | (D) 8 ottobre 1809 (LL. PP.) 17 settembre 1811         |
| Bernardino Marini                      | Clissa                      | Vescovo di Treviso                                                                                | (LL. PP.) 28 marzo 1812                                |
| Leonardo Martinengo                    | Brescia                     | Ciambellano                                                                                       | (D) 8 ottobre 1809 (LL. PP.) 17 settembre 1811         |
| Carlo Pietro Mazzolani                 | Roma                        | Primo presidente della corte d'appello di sede a Bologna                                          | (D) 7 febbraio 1810 (LL. PP.) 17 settembre 1811        |
| Gian Giacomo Medici                    | Lodi                        | Scudiero                                                                                          | (D) 8 ottobre 1809 (LL. PP.) 28 marzo 1812             |
| Giacomo de Meester                     | Milano                      | Ispettore e governatore dell'orfanotrofo militare                                                 | (D) 7 febbraio 1810 (LL. PP.) 17 settembre 1811        |
| Francesco Milesi                       | Venezia                     | Vescovo di Vigevano                                                                               | (LL. PP.) 28 marzo 1812                                |
| Pietro Francesco Minonzi               | Garbagnate Rota             | Direttore generale delle Poste                                                                    | (D) 7 febbraio 1810 (LL. PP.) 17 settembre 1811        |
| Federico Maria Molin                   | Venezia                     | Vescovo di Adria                                                                                  | (LL. PP.) 28 marzo 1812                                |
| Carlo Monti                            | Brescia                     | Podestà della città di Brescia                                                                    | (D) 17 gennaio 1812 (LL. PP.) 5 maggio 1812            |
| Antonio Mulazzani                      | Treviglio                   | Commissario generale della polizia del dipartimento dell'Adriatico                                | (D) 7 febbraio 1810 (LL. PP.) 17 settembre 1811        |
| Gabrio Maria Nava                      | Barzanò                     | Vescovo di Brescia                                                                                | (LL. PP.) 28 marzo 1812                                |
| Antonio Paolo Negri                    | Milano                      | Presidente della corte di cassazione                                                              | (D) 7 febbraio 1810 (LL. PP.) 28 marzo 1812            |
| Omobono Offredi                        | Cremona                     | Vescovo di Cremona                                                                                | (LL. PP.) 28 marzo 1812                                |
| Gaetano Onesti                         | Padova                      | Elettore al collegio dei proprietari Podestà di Padova                                            | (D) 4 ottobre 1810 (LL. PP.) 17 settembre 1811         |
| Giuseppe Pallavacini                   | Padova                      | Consigliere di Stato                                                                              | (D) 8 ottobre 1809 (LL. PP.) 28 marzo 1812             |
| Luigi Paolucci de Calboli              | Forlì                       | Ciambellano                                                                                       | (D) 1º luglio 1810 (LL. PP.) 17 settembre 1811         |
| Angiolo Perseguiti                     | Reggio Emilia               | Primo presidente della corte d'appello di sede ad Ancona                                          | (D) 8 ottobre 1809 (LL. PP.) 28 marzo 1812             |
| Giuseppe Maria Peruzzi                 | Venezia                     | Vescovo di Chioggia                                                                               | (LL. PP.) 28 marzo 1812                                |
| Giacomo Pino                           | Milano                      | Scudiero                                                                                          | (D) 8 ottobre 1809 (LL. PP.) 28 marzo 1812             |
| Giovanni Porro                         | Milano                      | Prefetto del dipartimento di Crostolo                                                             | (D) 7 gennaio 1811 (LL. PP.) 17 settembre 1811         |
| Lodovico Priuli                        | Venezia                     | Ciambellao                                                                                        | (D) 7 febbraio 1810 (LL. PP.) 17 settembre 1811        |
| Alvise Quirini                         | Astypalée                   | Consigliere di Stato                                                                              | (D) 1º luglio 1810 (LL. PP.) 17 settembre 1811         |
| Giulio Realdi                          | Santa Giustina di Palazzolo | Primo presidente della corte di giustizia civile e criminale dell'Adige                           | (D) 8 ottobre 1809 (LL. PP.) 28 marzo 1812             |
| Cristoforo Riva                        | Milano                      | Consigliere di Stato, Procuratore presso il Conseil du sceau des titres, e del Conseil des prises | (D) 8 ottobre 1809 (LL. PP.) 28 marzo 1812             |
| Grazio Ronchi                          | Ferrara                     | Primo presidente della corte di giustizia civile e criminale del Basso Po                         | (D) 8 ottobre 1809 (LL. PP.) 28 marzo 1812             |
| Tommaso Ronna                          | Milano                      | Vescovo di Crema                                                                                  | (LL. PP.) 28 marzo 1812                                |
| Carl Rovelli                           | Como                        | Vescovo di Como                                                                                   | (LL. PP.) 28 marzo 1812                                |
| Giuseppe Sabatti                       | Gardone                     | Presidente della corte dei conti                                                                  | (D) 8 ottobre 1809 (LL. PP.) 28 marzo 1812             |
| Lodovico di Sartirana                  | Torino                      | Ciambellano                                                                                       | (D) 10 luglio 1810 (LL. PP.) 16 dicembre 1810          |
| Giovanni Scolas                        | Vicenza                     | Primo presidente della corte di giustizia civile e criminale di Bacchiglione                      | (D) 8 ottobre 1809 (LL. PP.) 17 settembre 1811         |
| Giuseppe Scotti                        | Bergamo                     | Colonnello della Gendarmerie                                                                      | (D) 7 febbraio 1810 (LL. PP.) 17 settembre 1811        |
| Antonio Smancini                       | Pizzighettone               | Consigliere di Stato, Prefetto del dipartimento dell'Adige                                        | (D) 8 ottobre 1809 (LL. PP.) 28 marzo 1812             |
| Teodoro Smenzari                       | Mantova                     | Prefetto del dipartimento della Mella                                                             | (D) 8 ottobre 1809 (LL. PP.) 17 settembre 1811         |
| Luigi Sopransi                         | Milano                      | Consigliere di Stato, Giudice alla corte di cassazione                                            | (D) 8 ottobre 1809 (LL. PP.) 28 marzo 1812             |
| Paolo Stampa                           | Milano                      | Elettore al collegio dei proprietari                                                              | (LL. PP.) 19 ottobre 1813                              |
| Giuseppe Tassoni                       | Modena                      | Chargé d'affaires di S.M. il re delle Due Sicilie                                                 | (D) 1º luglio 1810 (LL. PP.) 17 settembre 1811         |
| Francesco Taverna                      | Milano                      | Consigliere di Stato, Primo presidente della corte d'appello di sede a Milano                     | (D) 8 ottobre 1809 (LL. PP.) 28 marzo 1812             |
| Filippo Teuliè                         | Milano                      | Giudice ala corte dei conti                                                                       | (D) 8 ottobre 1809 (LL. PP.) 28 marzo 1812             |
| Giuseppe Benedetto Tornielli           | Novara                      | Consigliere di Stato                                                                              | (D) 8 ottobre 1809                                     |
| Cesare Trenti                          | Goito                       | Procuratore generale presso la corte d'appello di Brescia                                         | (D) 8 ottobre 1809 (LL. PP.) 28 marzo 1812             |
| Giuseppe Treves                        | Padova                      | Elettore al collegio dei commercianti, Presidente della Camera di commercio di Venezia            | (D) 17 settembre 1811 (LL. PP.) 5 maggio 1812          |
| Girolamo Trevisan                      | Padova                      | Procuratore generale presso la corte d'appello di Venezia                                         | (D) 8 ottobre 1809 (LL. PP.) 28 marzo 1812             |
| Ignazio Trivelli                       | Reggio Emilia               | Elettore al collegio dei proprietari, Consigliere della prefettura                                | (D) 7 gennaio 1811 (LL. PP.) 17 settembre 1811         |
| Camillo Ugoni                          | Brescia                     | Membro del consiglio municipale di Brescia                                                        | (D) 17 gennaio 1812 (LL. PP.) 5 maggio 1812            |
| Luigi Valdrighi                        | Castelnuovo di Garfagnana   | Consigliere di Stato, Procuratore presso la corte di cassazione                                   | (D) 8 ottobre 1809 (LL. PP.) 28 marzo 1812             |
| Francesco Vendramin                    | Venezia                     | Intendente delle finanze dell'Adriatico                                                           | (D) 8 ottobre 1809 (LL. PP.) 28 marzo 1812             |
| Nicolò Vendramin Calergi               | Venezia                     | Elettore al collegio dei proprietari                                                              | (D) 17 gennaio 1812 (LL. PP.) 9 gennaio 1813           |
| Pietro Viani                           | Verona                      | Generale di brigata                                                                               | (D) 1º luglio 1810 (LL. PP.) 17 settembre 1811         |
| Giovanni Villata                       | Milano                      | Generale di brigata                                                                               | (D) 7 febbraio 1810 (LL. PP.) 17 settembre 1811        |
| Costantino Zacco                       | Venezia                     | Prefetto del Basso Po                                                                             | (D) 7 gennaio 1811 (LL. PP.) 17 settembre 1811         |
| Daniele Zannini                        | San Daniele                 | Colonnello della Gendarmerie                                                                      | (D) 7 febbraio 1810 (LL. PP.) 17 settembre 1811        |

## Cavalieri del Regno
| Nome                   | Città d'origine | Funzione                                                          | Data del decreto (D) e delle lettere patenti (LL. PP.) |
| ---------------------- | --------------- | ----------------------------------------------------------------- | ------------------------------------------------------ |
| Domenico Alberto Azuni | Sassari         | Presidente della Corte imperiale di Genova, Cavaliere dell'Impero | (LL. PP.) 19 giugno 1810                               |
| Cesare Brivio          | Milano          | della Congregazione della Carità di Milano, ex-Podestà di Milano  | (LL. PP.) 17 settembre 1811                            |
| Antonio Paltronieri    | Mantova         | Giudice alla corte d'appello di sede a Brescia                    | (LL. PP.) 17 settembre 1811                            |